# Megan Thee Stallion
Megan Jovon Ruth Pete (født 15. februar 1995), kendt professionelt som Megan Thee Stallion, er en amerikansk rapper, sanger og sangskriver. Hun kommer oprindeligt fra Houston i Texas, hvor hun fik opmærksomhed, da videoer af hendes freestyle blev populære på sociale medieplatforme såsom Instagram. Megan Thee Stallion skrev kontrakt med 300 Entertainment i 2018, hvor hun udgav mixtapen Fever (2019) og EP'en Suga (2020), som begge nåede top ti på Billboard 200.
Hun udgav sit debutalbum Good News (2020), som modtog kritikerros og optrådte på flere lister over bedste album ved årets udgang. Hun fik sin første og anden nummer et-single på den amerikanske Billboard Hot 100 med remixet af hendes sang "Savage" (med Beyoncé) og hendes gæsteoptræden på Cardi B's single "WAP"; hvoraf sidstnævnte var hendes første nummer et i flere andre lande, samt Billboard Global 200-hitlisten. I 2021 gæsteoptrådte hun sammen med Doja Cat på remixet af Ariana Grandes single "34+35", som nåede nummer to på Billboard Hot 100. Hun fulgte dette med sit opsamlingsalbum Something for Thee Hotties (2021), som nåede top ti på Billboard 200, og affødte singlen "Thot Shit", som nåede top tyve i USA og blev nomineret til en Grammy for Bedste rap-præstation.
Gennem sin karriere har Megan Thee Stallion modtaget adskillige priser, herunder seks BET Awards, fem BET Hip Hop Awards, fire American Music Awards, to MTV Video Music Awards, en Billboard Women in Music Award og tre Grammy Awards. Ved Grammy Award showet i 2021 blev hun den anden kvindelige rapper til at vinde for bedste nye kunstner efter Lauryn Hill i 1999. I 2020 udnævnte Time Magazine hende til en af de 100 mest indflydelsesrige personer i verden på deres årlige liste.

## Diskografi
- Good News (2020)
- Traumazine (2022)